# Leblanco
Leblanco is een Nederlands-Belgische rapper.

## Biografie
Leblanco werd geboren in Amsterdam, maar verhuisde op jonge leeftijd naar Antwerpen. De rapper begon met rappen en werd door vrienden uit de buurt gemotiveerd om zijn muziek uit te brengen. De artiest wilde echter in de anonimiteit blijven. Om deze reden is zijn echte naam niet bekend en treed hij op met gezichtsbedekkingen zoals een bivakmuts of gezichtsmasker. Het lied Nokia ging al een tijd rond op straat in de Belgische stad, waar het werd gedeeld via Whatsapp. Vanwege vele positieve reacties werd het op single uitgebracht. Hij bracht nog twee singles uit, RS3 en Vlucht, voordat hij in 2022 tekende bij muzieklabel Top Notch.
Zijn eerste single bij dit label was Elastiek. In 2023 deed hij een Zomersessie bij 101Barz. Eind 2023 bracht hij zijn debuut-ep Amberes uit, met daarop samenwerkingen met Katnuf, Djaga Djaga en Chardy. In 2024 bracht hij samen met Jojo Air de single Strijders (Om me heen).

## Discografie

### Albums
| Album   | Verschijnen      | Label     | Hitlijsten | Hitlijsten | Opmerkingen   |
| Album   | Verschijnen      | Label     | BE (VL)    | BE (VL)    | Opmerkingen   |
| Album   | Verschijnen      | Label     | Piek       | Weken      | Opmerkingen   |
| ------- | ---------------- | --------- | ---------- | ---------- | ------------- |
| Amberes | 30 november 2023 | Top Notch | 43         | 7          | Extended play |